# ワレン・ハーマン
ワレン・ハーマン（Waren Herman、1980年2月26日 - ）は南アフリカ共和国の野球選手。ポジションは捕手。右投右打。
2006年のWBCでは南アフリカ代表に選出され、メキシコ戦で途中出場した。それまでもIBAFワールドカップなど、多くの国際試合の経験がある。